# اووخاس (سوکره)
اووخاس (سوکره) (به اسپانیایی: Ovejas) یک سکونتگاه مسکونی در کلمبیا است که در بخش سوکره واقع شده‌است.